# Див як
Дивият як (Bos mutus) е голямо, диво говедо, местен вид за Хималаите. Той е предшественик на домашния як (Bos grunniens).

## Таксономия
Смята се, че предшественикът на дивия и домашния як се е отделил от тура (Bos primigenius) преди между един и пет милиона години. Дивият як сега обикновено се третира като отделен вид от домашния як (Bos grunniens).

## Описание
Дивият як е сред най-големите съществуващи видове говеда. Възрастните са високи около 1,6 до 2 м до рамото и тежат между 500 и 1 400 кг. Дължината от върха главата до края на тялото е между 2,4 и 3,8 м, без да се брои опашката, която е между 60 и 100 см. Женските са около една трета от теглото и са с около 30% по-малки на дължина в сравнение с мъжките. Опитомените якове са малко по-малки.

## Разпространение и местообитание
Някога дивите якове са стигали до Южен Сибир на изток от езерото Байкал, но са изчезнали в Русия около 17 век. Днес дивите якове се срещат предимно в северен Тибет и западен Цинхай, като някои популации се простират в най-южните части на Синдзян и в Ладак в Индия. Малки, изолирани популации от диви якове се срещат и по-далеч, предимно в западен Тибет и източен Цинхай. В исторически времена диви якове са се срещали и в Бутан, но сега се смятат за изчезнали там.
Основното местообитание на дивите якове се състои от безлесни планини на височина между 3 000 и 5 500 м, доминирана от планини и плата.
Дивият як се е смятал за регионално изчезнал в Непал през 1970 г., но е преоткрит в Хумла през 2014 г. Това откритие вдъхновява идеята видът да бъде изрисуван върху валутата на Непал.

## Опазване
Дивият як в момента е включен като уязвим вид в Червения списък на IUCN. Преди това беше класифициран като застрашен, но беше изключен през 1996 г. въз основа на прогнозния темп на намаляване на популацията и текущия размер на популацията. Последната оценка от 2008 г. предполага обща популация от не повече от 10 000 зрели индивида.
Дивият як изпитва заплахи от няколко източника. Бракониерството, включително търговското бракониерство, остава най-сериозната заплаха; мъжките са особено засегнати поради по-самотните си навици. Обезпокояването и кръстосването със стада добитък също е често срещано явление. Това може да включва предаване на болести, пренасяни от говедата, въпреки че все още не са намерени преки доказателства за това. Конфликти със самите пастири, както при превантивни и отмъстителни убийства за отвличане на домашни якове от диви стада, също се случват, но изглеждат сравнително редки. Изглежда, че въведената в последните десетилетия защита от бракониерство е стабилизирала или дори увеличила размера на популацията в няколко области, което е довело до изваждането от списъка на IUCN през 2008 г. И в Китай, и в Индия видът е официално защитен; в Китай присъства в редица големи природни резервати.